# Yuri Maier
Yuri Alexei Horacio Maier (Corrientes, Argentina; 5 de abril de 1989) es empresario, dirigente y exluchador olímpico argentino. Es el atleta más premiado en su disciplina en Argentina, con un total de 13 medallas de campeonatos panamericanos.

## Biografía
Yuri nació el 5 de abril de 1989 en el barrio de Laguna Seca de Corrientes, Corrientes, Argentina. Su familia está compuesta por su padre, Horacio Maier; su madre, María Nilda Silva; y sus hermanos, el cantante Ivan Maier y Mijail Maier.
A sus 6 años, su familia decidió mudarse a Buenos Aires en busca de mejores oportunidades laborales y educativas. Desde su temprana infancia mostró talentos deportivas y participó en varias disciplinas, entre las que se destacan natación y gimnasia. A sus 7 años descubrió la lucha olímpica y comenzó a entrenar en el club GEBA con Javier Broschini, el entonces entrenador de la selección nacional. Lo que comenzó como un juego terminó por convertirse en el deporte que cambiaría su vida para siempre.
A lo largo de su carrera como deportista profesional ha ganado numerosos títulos internacionales. Entre sus logros más destacados se encuentran 13 medallas en Campeonatos Panamericanos, 6 medallas de oro en Campeonato Sudamericanos y su mejor posición en un Ranking Mundial fue el puesto 11 a principios de 2014.
Hitos que lo convierten en el argentino más condecorado en su disciplina. En la actualidad, se desempeña como dirigente deportivo y empresario.

## Trayectoria Deportiva
Desde temprana edad, la obtención de buenos resultados en torneos locales fueron forjando su compromiso con el deporte. En el año 2001, con apenas 12 años, realizó su primera competición internacional representando a la Argentina en Chile, ganando la medalla de oro en el Torneo Internacional Barros Arana. En el año 2004 obtuvo el Premio Revelación Deportiva otorgado por Clarín.
En el año 2010 consiguió la medalla de bronce en los Juegos Sudamericanos de Medellín. En el 2011 logró la obtención de dos de ellas en los Juegos del ALBA que se desarrollaron en Barquisimeto, Venezuela. Ese mismo año, durante los Juegos Panamericanos en Guadalajara, México, obtuvo la medalla de bronce en lucha grecorromana de hasta 96 kg. Dicho suceso lo convirtió en el primer medallista argentino en este deporte tras 20 años sin que ningún otro competidor lo alcanzara, siendo Daniel Navarrete el último en hacerlo en el año 1991.
En el año 2013 fue condecorado con el Olimpia de Plata en Lucha. A principios de 2014, alcanzó el puesto 11 en el Ranking Mundial de la Federación Internacional de Luchas Asociadas (FILA), constituyendo esta su mejor posición. En marzo de ese mismo año obtuvo la medalla de plata en los Juegos Sudamericanos, los cuales se realizaron en Santiago, Chile. Unos meses más tarde fue premiado, en la Ciudad de Buenos Aires, con el Jorge Newbery de plata para la categoría de Lucha, evento que distingue a los mejores deportistas del país.
En 2015 fue subcampeón por equipos en la primera edición de la Pro Wrestling League en India, representando a los Haryana Hammers. La participación en dicho de altísimo nivel mundial constituyó un hecho histórico para la difusión del deporte en Argentina.
Desde sus inicios, su carrera deportiva lo ha llevado a perfeccionarse en su disciplina en diversos países. Vivió un tiempo en Estados Unidos donde compitió para un colegio tras ser seleccionado en un scouting. Posteriormente, tras una estadía de arduo entrenamiento en Cuba, emigró a Alemania, donde compitió en la Primera División de la Bundesliga, firmando contratos con clubes como Luckenwalder Sportclub e.V., KAV Mansfelder Land e.V. y KG Frankfurt (Oder)-Eisenhüttenstadt. Allí obtuvo un tercer puesto en Postdam Cup y el primero en Brandenburg Cup en la categoría de hasta 84 kilos, que representa la categoría Juvenil.
Con el fin de prepararse para los Juegos Olímpicos de Río de Janeiro de 2016, el cual había sido anunciado como su último ciclo olímpico, se mudó a la ciudad de Vladikavkaz, Rusia. Sin embargo, Maier no logró la clasificación en el Preolímpico de lucha, realizado en Frisco, Estados Unidos.
Después de dos décadas de trayectoria, decidió retirarse en abril del 2016 debido a numerosas lesiones que sufrió durante su carrera, las cuales lo obligaron a someterse a diversas cirugías.

## Gestión Deportiva
Tras su retiro en el 2016, comenzó a recibir capacitaciones del Comité Olímpico Internacional, en cooperación con "Adecco Group", para ser Trainer del "IOC Athlete Career Programme". Dicho programa tiene como principal objetivo otorgar a los atletas herramientas para insertarse al mercado laboral tras su retiro.
En el 2018 asistió a la quinta edición del Curso Avanzado en Gestión Deportiva dictado por el Comité Olímpico Argentino. En dicho año trabajó como Venue Manager de judo y de lucha para los Juegos Olímpicos de la Juventud de Buenos Aires. Por su parte, fue uno de los encargados de trasladar en Corrientes, su provincia natal, la antorcha olímpica. Ello se debió, entre otros factores, a que la Lucha fue una de las disciplinas fundadoras de la competencia histórica.
Asimismo, se desempeña en la Federación Internacional de Lucha como Oficial de Desarrollo y Deporte y es Coordinador Técnico Operativo de Lucha del Ente Nacional de Alto Rendimiento Deportivo (ENARD).
Formó parte de los Juegos Olímpicos de Tokio de 2020 como Oficial Técnico Internacional, además de ser Líder de Educadores del programa Athlete365 Career+ del Comité Olímpico Internacional. Otros cargos destacables son Gerente Técnico de la Confederación Panamericana de Lucha, Gerente Deportivo de la Asociación de Confederaciones Deportivas Panamericanas (ACODEPA), Miembro de la Comisión Técnica de Panam Sports.
En el 2023 participó como orador en el III Foro de Atletas “La voz del Atleta en el corazón del Equipo” del Comité Olímpico Argentino. En mayo recibió el Premio Peace and Sport de la Fundación Alfredo Harp Helú, el cual reconoce a aliados deportivos que promueven el deporte para la salud y la paz en la sociedad. Ese En el 2023 participó como orador en el III Foro de Atletas “La voz del Atleta en el corazón del Equipo” del Comité Olímpico Argentino . En mayo recibió el Premio Peace and Sport de la Fundación Alfredo Harp Helú, el cual reconoce a aliados deportivos que promueven el deporte para la salud y la paz en la sociedad . Ese mismo año le fue otorgado un reconocimiento a la trayectoria y contribución en el desarrollo del deporte por la United World Wrestling Américas.

## Labor Empresarial
Incursionó en el desarrolló genético y cría de búfalos de agua en un emprendimiento familiar ubicado en Paso Florentín, Corrientes. Allí funciona lo que representa el primer y único Centro Integral de Inseminación Bubalino de Argentina (CIIAB) y desde su primera participación en la Exposición Rural Argentina ha obtenido todos los premios de Gran Campeón con sus ejemplares de exposición.
Por su parte, en el 2020 fundó Sport Solutions Group (SSG), una empresa destinada a brindar asesoramiento y soluciones en materia de gestión deportiva . También trabaja en diversos proyectos de Bienes Raíces.